# One to One
One to One es un servicio de pago (cuota anual) de aprendizaje ofrecido en las tiendas Apple Store. La tarifa de incorporación anual (99 €) permite al usuario recibir sesiones ilimitadas de entrenamiento de 50 minutos. La única restricción es que los usuarios del servicio sólo pueden reservar una sesión a la vez. Las sesiones ofrecen enseñanza en cualquiera de los productos de hardware o software, incluyendo a las aplicaciones Pro. Aunque hay varios currículums predefinidos (como "El ABC del Mac", "El ABC del iPhone" o "Construyendo tu propio sitio web"), está disponible la enseñanza sobre casi cualquier tema.
En un principio este servicio formaba parte de ProCare, pero el 2 de mayo de 2007 este último fue dividido and One to One se convirtió en un servicio aparte, con un precio de 99 €. Los miembros de ProCare en aquel momento recibieron la membresía de One to One por el tiempo restante de suscripción a ProCare.